# کاروانسرای قوشه
کاروانسرای قوشه در استان سمنان و در ۳۶ کیلومتری شهرستان دامغان و با ارتفاع ۱۳۱۲ متر از سطح آب‌های آزاد واقع شده‌است. این بنا از کاروانسراهایی است که در دوره سلطنت شاه عباس اول صفوی احداث شده‌است. در دوره قاجاریان، حاجی علی نقی، تاجر کاشانی، این بنا را مرمت کرده و چهار دکان در نزدیکی آن ساخت. این بنا در تاریخ ۲ آبان ۱۳۵۳ و به شماره ثبت ۹۷۰ در لیست آثار ملی ثبت شده‌است.

## معماری کاروانسرا
پلان داخلی بنا مشتمل بر میانسرایی با الگوی چهار ایوانی است. فضاهای اقامتی مشتمل بر ۱۴ حجره برای اقامت مسافران دورتادور میانسرا و در لایهٔ بیرونی آن دالان‌هایی با کاربری اصطبل و برای نگهداری حیوانات تعبیه شده‌است. دسترسی اصلی اصطبل‌ها از هشتی ورودی بوده و از میانسرا نیز قابل دسترس است. بنا قاعده ای مربع، به ضلع ۵۲ متر، دارد و جزو کاروانسراهای کوچک به‌شمار می‌رود. این کاروان سرا حیاط هشت و نیم‌هشت کوچکی دارد که فقط در حدود ۱۲٪ مساحت کل بنا را شامل می‌شود. در حالی که نسبت فضای باز به مساحت کل بنا در دیگر کاروانسراها معمولاً دو تا سه برابر این مقدار است. به این ترتیب، کاروانسرای قوشه از این حیث بنایی خاص است.
در این کاروانسرا، مانند اکثر بناهای مشابه، ایوانها و ایوانچه‌هایی در پیرامون حیاط قرار گرفته‌است. ایوانها در میانه هر ضلع حیاط و ایوانچه‌ها در طرفین آنها و در گوشه‌های حیاط جای دارند و حجره‌ها در پشت ایوانچه‌ها نشستهاند. در پخهای چهار گوشه حیاط ایوانچه‌هایی مشابه هم وجود دارد، اما طرح حجره‌های پشت آنها یکسان نیست. در هر یک از گوشه‌های شمالی و جنوبی حیاط، حجرهای بزرگ وجود دارد که غرفه‌های عمیقی قاعده آنها را به شکل نیمصلیب درآورده است؛ اما در دو گوشه شرقی و غربی، هر ایوانچه با سه حجره در پشتش مرتبط است. در این بنا، فضاهای پیرامون حیاط، برخلاف معمول، بالاتر از سطح حیاط نشسته‌اند. اصطبلها در پشت سه جبهه شمال شرقی و جنوب شرقی و جنوب غربی بنا واقع است و راه آنها از هشتی است. بدین ترتیب، چهار پایان وارد حیاط نمیشدهاند و مسیر حرکت انسان و دام تقریباً تفکیک شده بوده‌است. احتمالاً یکی از علل کوچکی حیاط این کاروانسرا همین تفکیک فضاهاست. اتاقهای چهارپاداران در راهرو هشتی به اصطبل قرار دارد و با فضایی ایوانچه مانند، که در مقابل آن است، از اصطبل به نوعی تفکیک شده‌است. کاروان سرای قوشه دستگاه ورودی نسبتاً مفصّلی دارد. این دستگاه در ضلع جنوب شرقی بنا قرار دارد و سر در آن، مانند سر در غالب کاروانسراهای صفوی، از امتداد افقی نمای خارجی بیرون زده‌است. این سردر دو طبقه است و دو تاق نما به ارتفاع یک طبقه آن را به دیوار خارجی کاروان سرا پیوسته‌است. نشستن این سر در مرتفع و نماسازی شده در میان دیوار ساده کاروانسرا به آن جلوه و اعتبار بیشتری بخشیده‌است. هشتی پشت سر در با گسترش از چهار جهت حالتی صلیبی شکل یافته‌است، دو بازوی منشعب از فضای وسیع میانه هشتی راه ورود به اصطبلها طرفین است و دو بازوی دیگر امتداد راه ورود به حیاط. اتاقهای نگهبانان کاروانسرا در دو طرف ورودی، در ابتدای هشتی، واقع است.

## نگارخانه

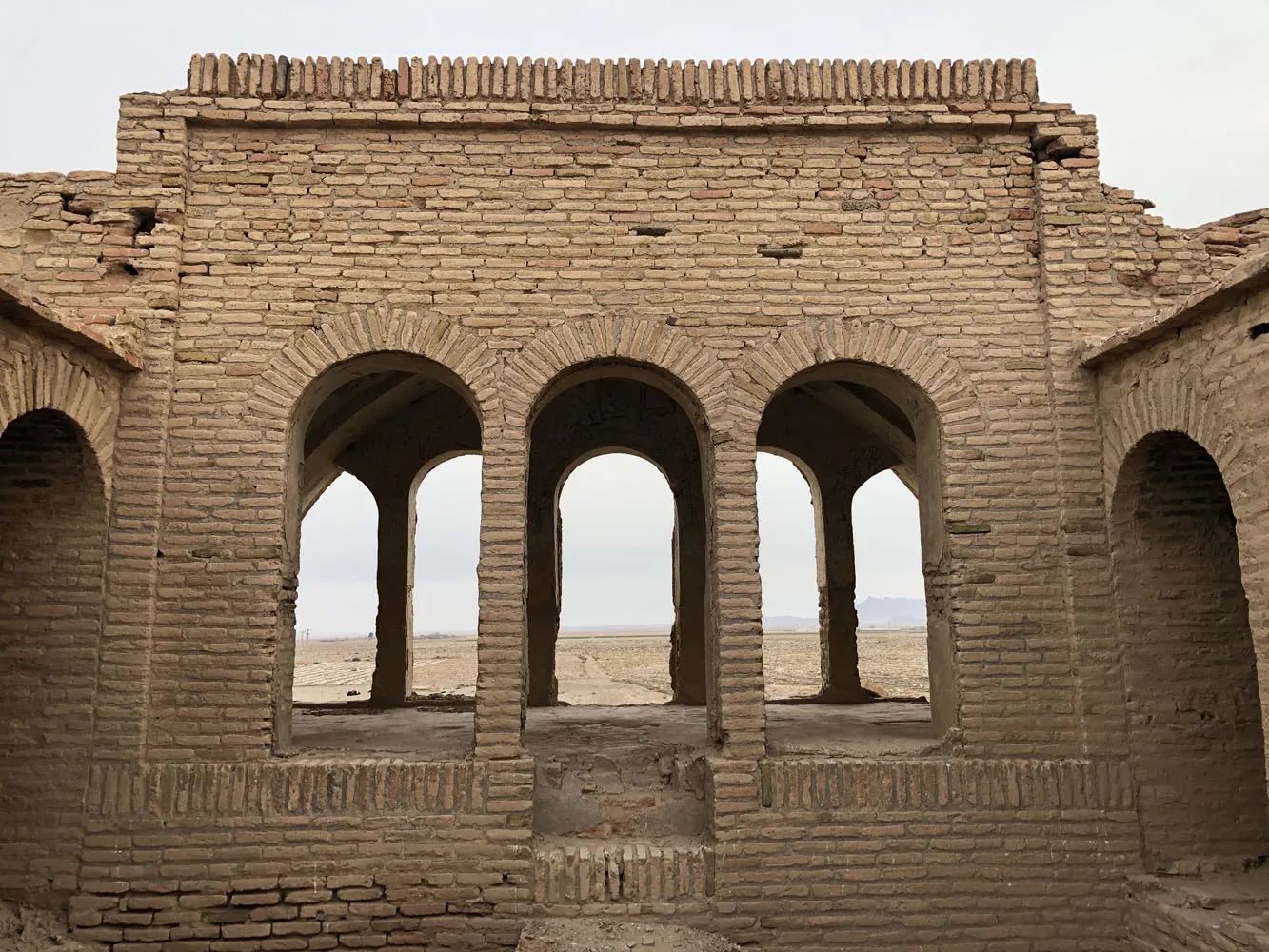
میانسرای طبقه دوم
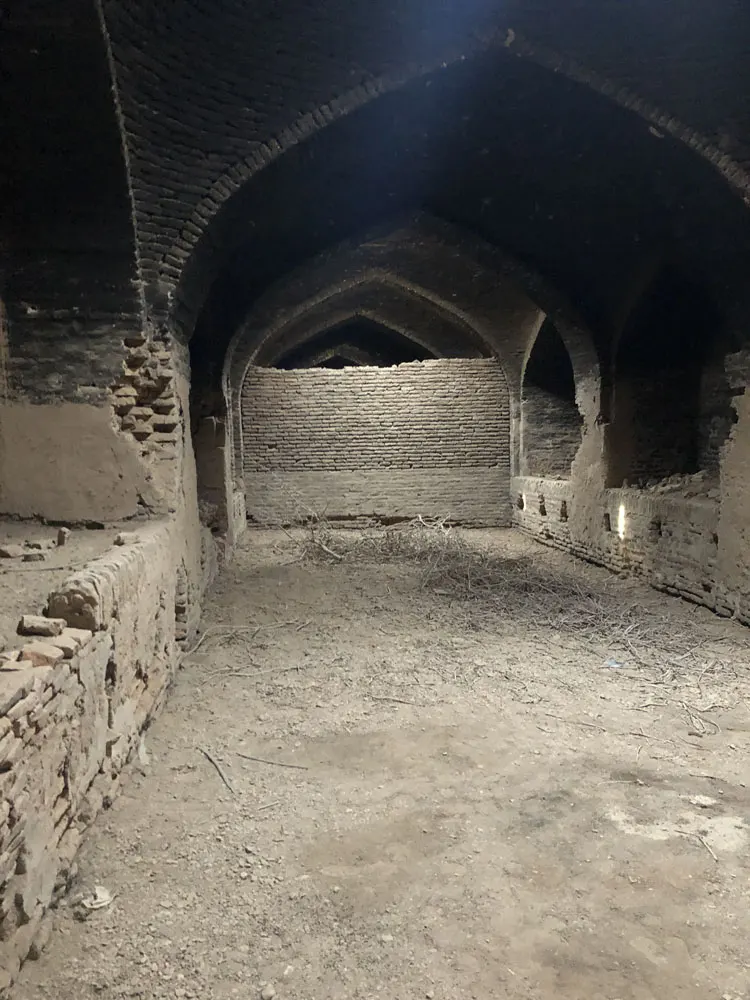
شترخان
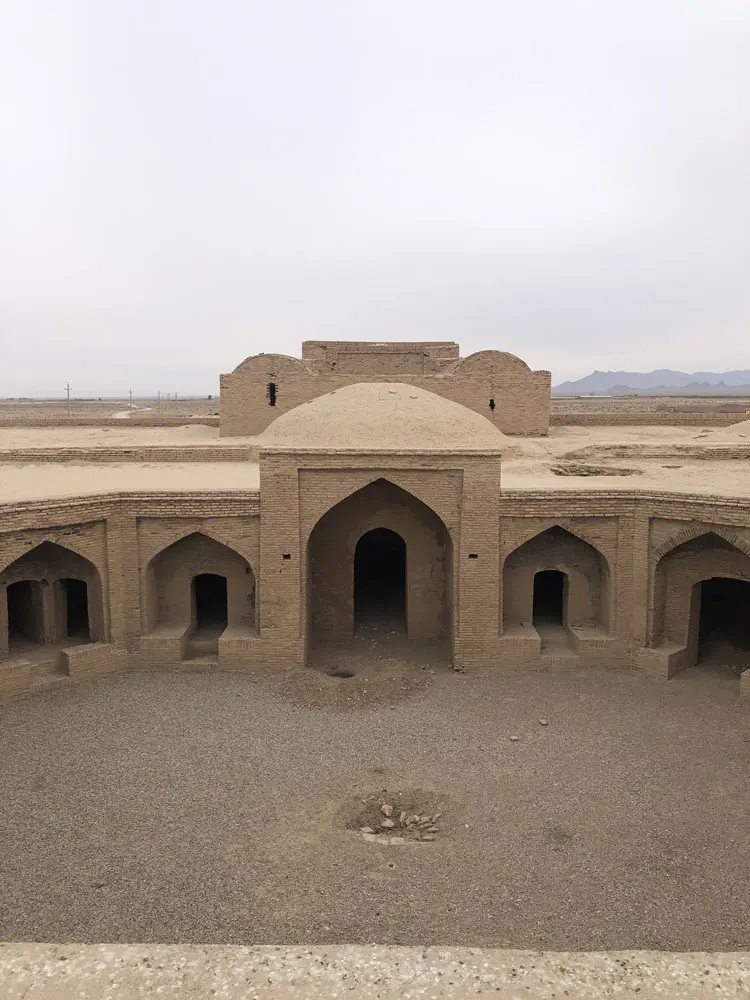
نمای حیاط مرکزی
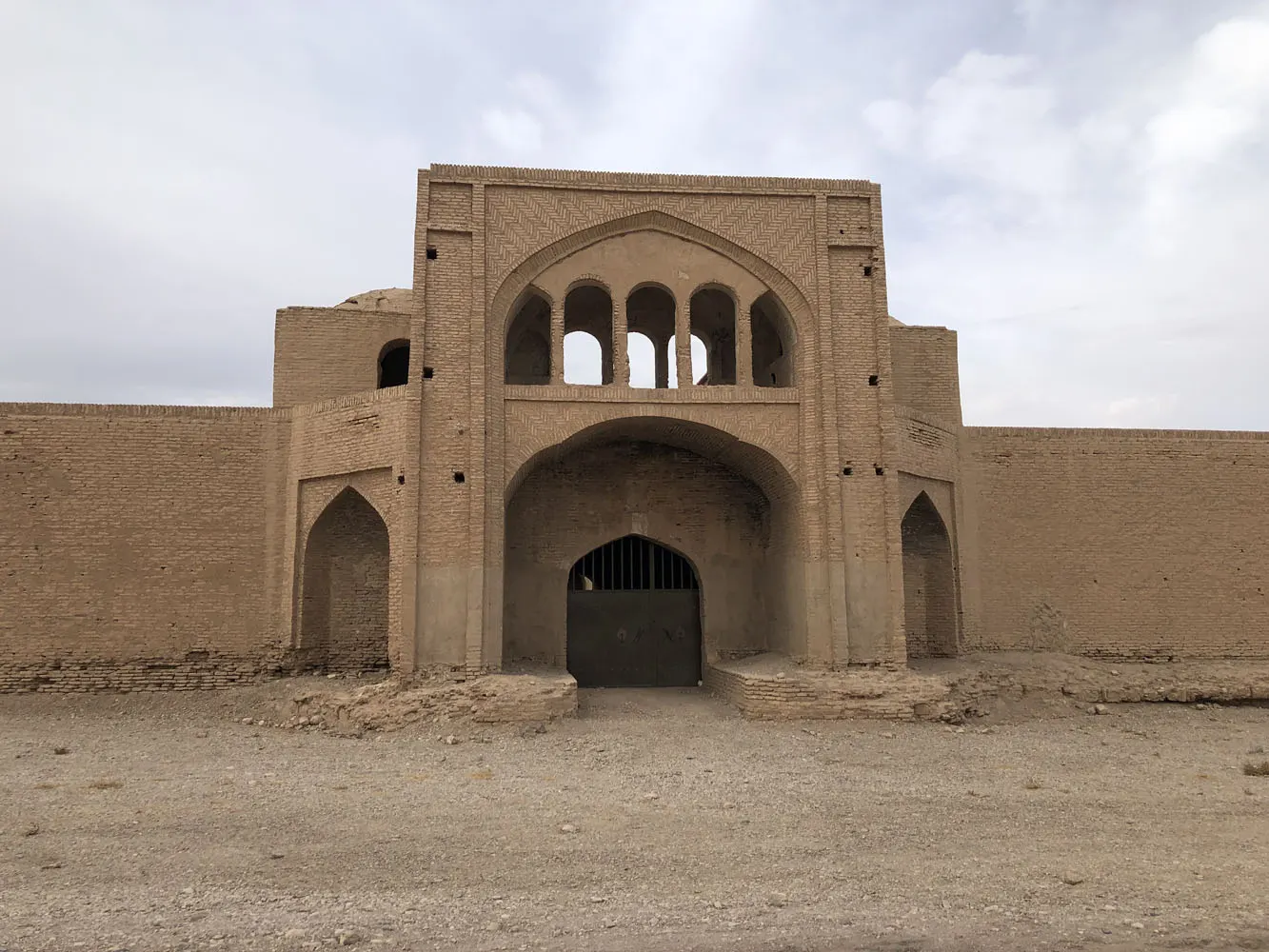
نمای ورودی